# (32465) 2000 SM141
2000 SM141 (asteroide 32465) é um asteroide da cintura principal. Possui uma excentricidade de 0.05617100 e uma inclinação de 9.27209º.
Este asteroide foi descoberto no dia 23 de setembro de 2000 por LINEAR em Socorro.